# صاحب سووانکولوف
صاحب سووانکولوف (تاجیکی: Соҳиб Сувонқулов؛ زادهٔ ۱۵ سپتامبر ۱۹۸۸) بازیکن فوتبال اهل تاجیکستان است.
از باشگاه‌هایی که در آن بازی کرده‌است می‌توان به باشگاه فوتبال روان باکو و باشگاه فوتبال استقلال دوشنبه اشاره کرد.
وی همچنین در تیم ملی فوتبال تاجیکستان بازی کرده‌است.